# Siv sover vilse
Siv sover vilse är en svensk barnfilm från 2016 regisserad av Catti Edfeldt och Lena Hanno Clyne. Producent för filmen var Petter Lindblad för produktionsbolaget Snowcloud Films. Lena Hanno Clyne och Thobias Hoffmen har svarat för manus. Filmen baseras på barnboken med samma namn av Pija Lindenbaum. 
Filmen nominerades, utan att vinna, till en Guldbagge för Bästa visuella effekter.

## Handling
Siv ska sova över hos Cerisia. Det är pirrigt för det har inte Siv gjort förut. På natten tycker Siv det är för läskigt och vill ringa pappa så att han kan hämta henne. Först måste hon bara hitta Cerisia som försvunnit i den stora lägenheten med lappen med pappas telefonnummer.

## Rollista
- Astrid Lövgren – Siv
- Lilly Brown – Cerisia
- Henrik Gustafsson – Nils, Sivs pappa
- Sofia Ledarp – Alva, Cerisias mamma
- Valter Skarsgård – Elme, Cerisias bror
- Barry Atsma – Baastian, Cerisias pappa
- Annemarie Prins – Cerisias farmor
- Bianca Kronlöf – Lillfinger (röst)
- Nour El Refai – Tumma (röst)
- Mirja Burlin – lärare

## Inspelning
Filmen spelades in april-maj 2015 i Studio Kronan i Luleå.